# Wit Czajkowski
Wit Czajkowski - (ur. 14 czerwca 1790 w Samoklęskach w Wielkopolsce, zm. 1 kwietnia 1854) - żołnierz wojska pruskiego, Księstwa Warszawskiego oraz Królestwa Kongresowego, weteran wojen napoleońskich, powstaniec listopadowy. 

## Życiorys
Karierę wojskową rozpoczął  31 grudnia 1800 w wojsku pruskim. Został podchorążym w pułku generała Mansteina. W armii pruskiej dosłużył się stopnia porucznika (1807). W latach 1806-1807 walczył przeciwko Francji. 
Po utworzeniu Księstwa Warszawskiego wstąpił do polskiego wojska. Odbył razem z nim dwie kampanie: 1809 i 1812-1813. 
W okresie Królestwa Kongresowego również trafił do armii. 2 lutego 1815 zaczął służbę w 4 pułku piechoty liniowej. W czasie Nocy Listopadowej opowiedział się przeciw powstaniu, nie cieszył się zaufaniem podkomendnych. Pomimo to, wziął udział w walkach jako dowódca 4 pułku. 19 lutego 1831 w czasie bitwy pod Wawrem został ranny. Już więcej nie walczył. Awansowany na pułkownika, 5 września 1831. Po upadku Warszawy 7 września 1831 pozostał w mieście. Stawił się przed Komisją Rządową Wojny. Odnowił przysięgę wierności carowi.  

## Odznaczenia
- 11 października 1812 - Legia Honorowa nr 33454 za Możajsk
- 24 października 1819 - krzyż św. Włodzimierza 4 klasy
- 21 czerwca 1825 - krzyż św. Anny 2 klasy
- 1830 - znak honorowy za 20 nieskazitelnej służby oficerskiej